# شيخ رضي
شيخ رضي (بالإنجليزية: Sheykh Razi)‏ هي مستوطنة تقع في قسم انغوت الغربي الريفي في إيران. يقدر عدد سكانها بـ 60 نسمة .